# Mauranthemum decipiens
Mauranthemum decipiens là một loài thực vật có hoa trong họ Cúc. Loài này được (Pomel) Vogt & Oberpr. mô tả khoa học đầu tiên năm 1995.